# Провансальское Колорадо
Провансальское Колорадо (фр. Colorado provençal), или охра Рюстреля, — природный парк, разрабатывавшийся естественный участок выхода охры, расположенный к югу от Рюстреля в департаменте Воклюз (Прованс — Альпы — Лазурный Берег, Франция). Разработка охры проводилась здесь с конца XVII века до 1992 года, в настоящее время работы прекращены. Парк отличается колоритными пейзажами латеритной охры песчаного происхождения.

## Описание

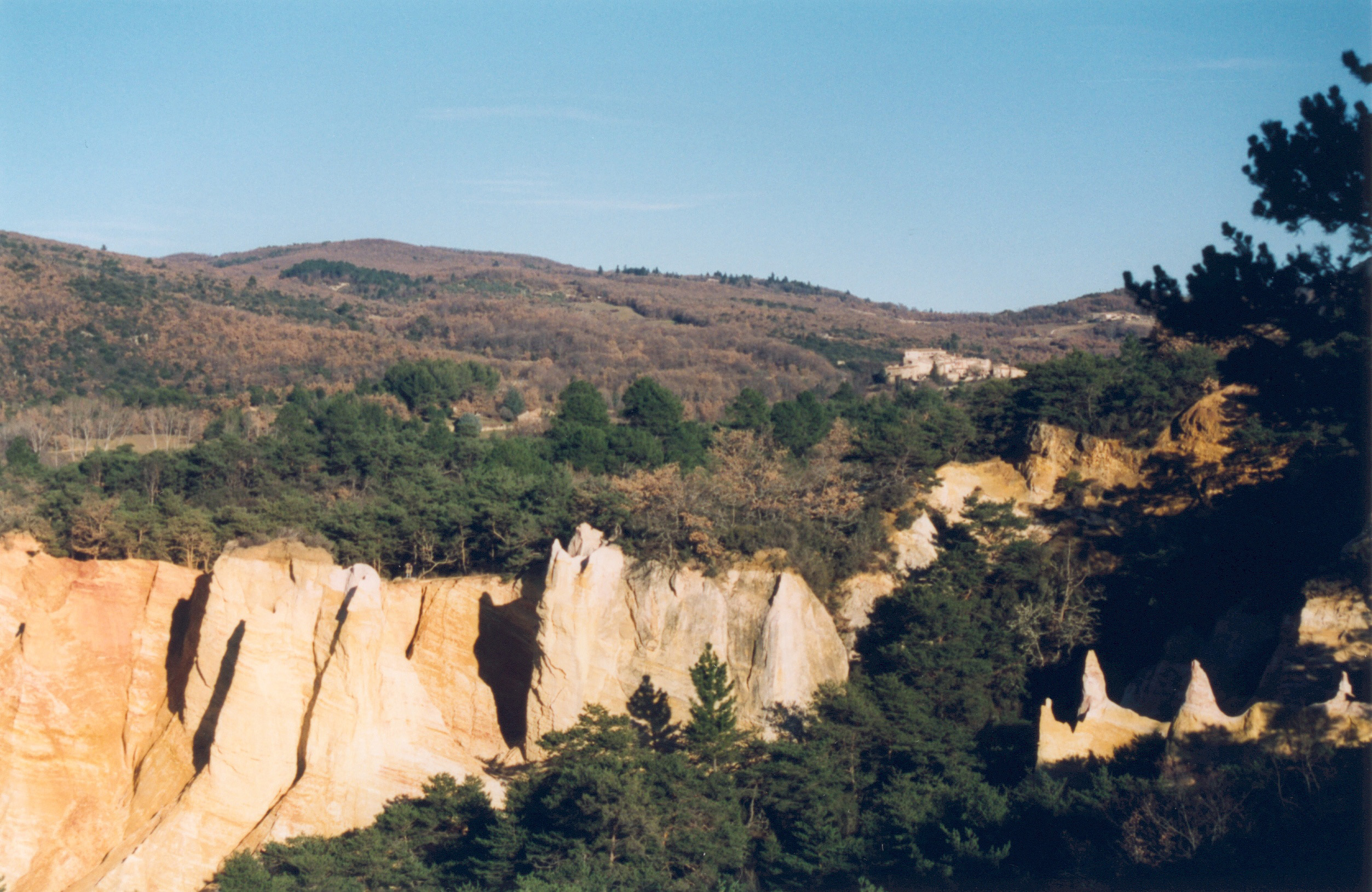
Провансальское Колорадо.

Колорадо Прованса занимает территорию около 30 га. На скалах, открытых естественной эрозией и человеческой деятельностью, присутствует около 20 различных оттенков охры. Различают такие естественные и привнесённые формации и образования как «цирк Баррье», «цирк Бувен», отстойники, «трубы феи», «Сахара», тоннели, русло небольшой реки Доа. Территорию пересекает пешеходная дорога GR 6.
Вблизи парка проходит региональная дорога № 22, вдоль которой расположены парковки, зона для пикников, а также место для отдыха Ла-Ренсулетт (La Rinsoulette). По территории парка проложены огороженные пешеходные дорожки и лестницы для предотвращения быстрой эрозии.

## История

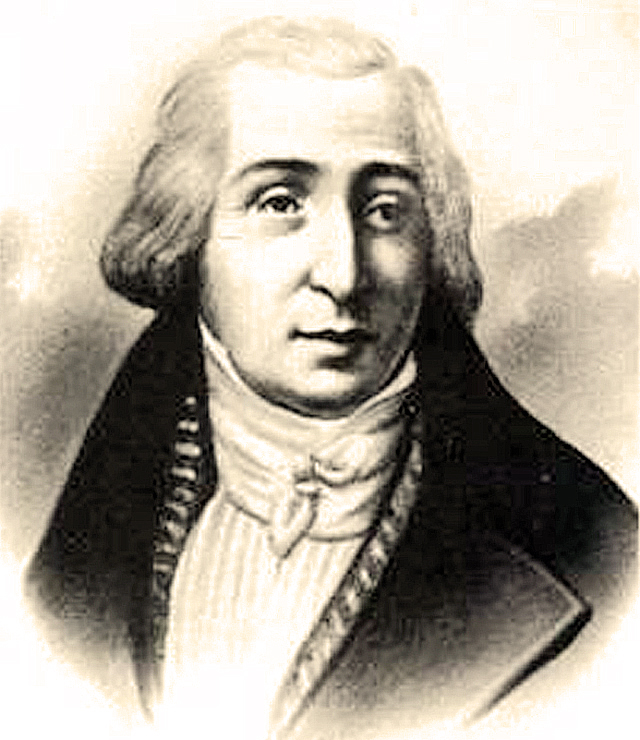
Жан-Этьен Астье

Несколько миллионов лет назад отступившее море оставило на этих территориях песок, обогащённый железо-содержащим глауконитом. В конце XVIII века Жан-Этьен Астье из близлежащего Руссийона предложил использовать специальные бассейны-отстойники для экстракции охры из песка и для сохранения её красящих свойств. Воклюз был одним из департаментов Франции, где находились месторождения охры, наряду с департаментами Шер, Дром, Гар, Дордонь и Йонна. В 1877 году в Воклюзе была построена железная дорога, что позволило интенсивно эксплуатировать местные залежи охры. В 1901 году была основана компания Société des Ocres de France, что открыло экспортные возможности для местной охры. Максимальная добыча (40 тыс. тонн) была достигнута в 1929 году.
Однако, с появлением синтетических красителей природная охра постепенно стала терять свою экономическую привлекательность. К 1950 году добыча упала до 15 тыс. тонн. После длительного спада, получение охры в Рюстреле прекратилось к 1992 году. Единственным местом производства осталось предприятие в Гаргасе.
Бывшее место добычи охры в Рюстреле было преобразовано в туристическую достопримечательность благодаря богатому разнообразию красок и необычному ландшафту.

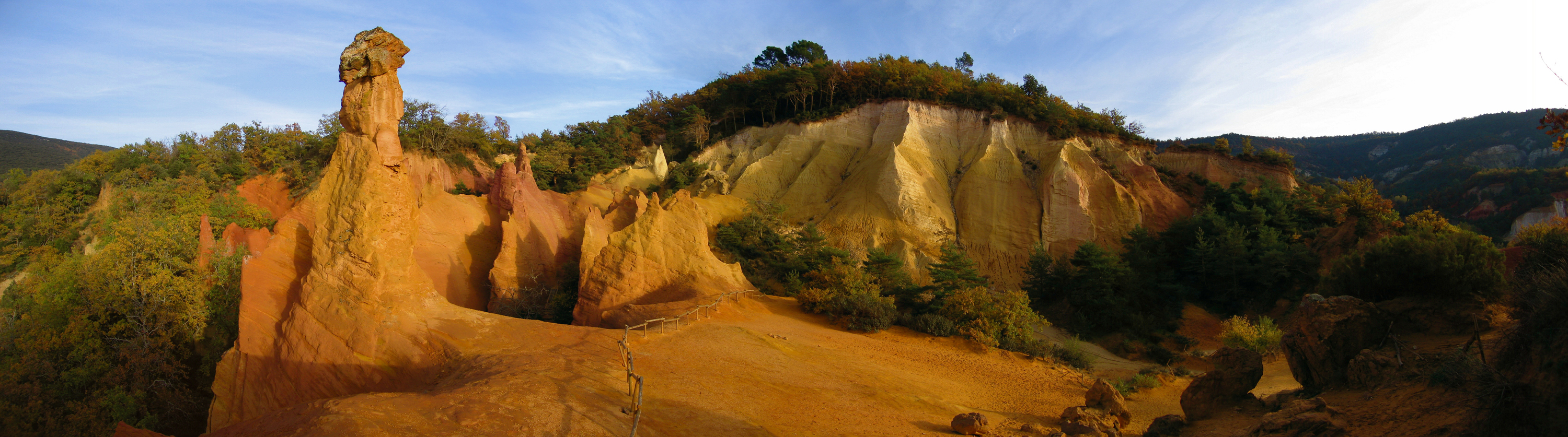
Панорама

## Геология, геохимия и происхождение

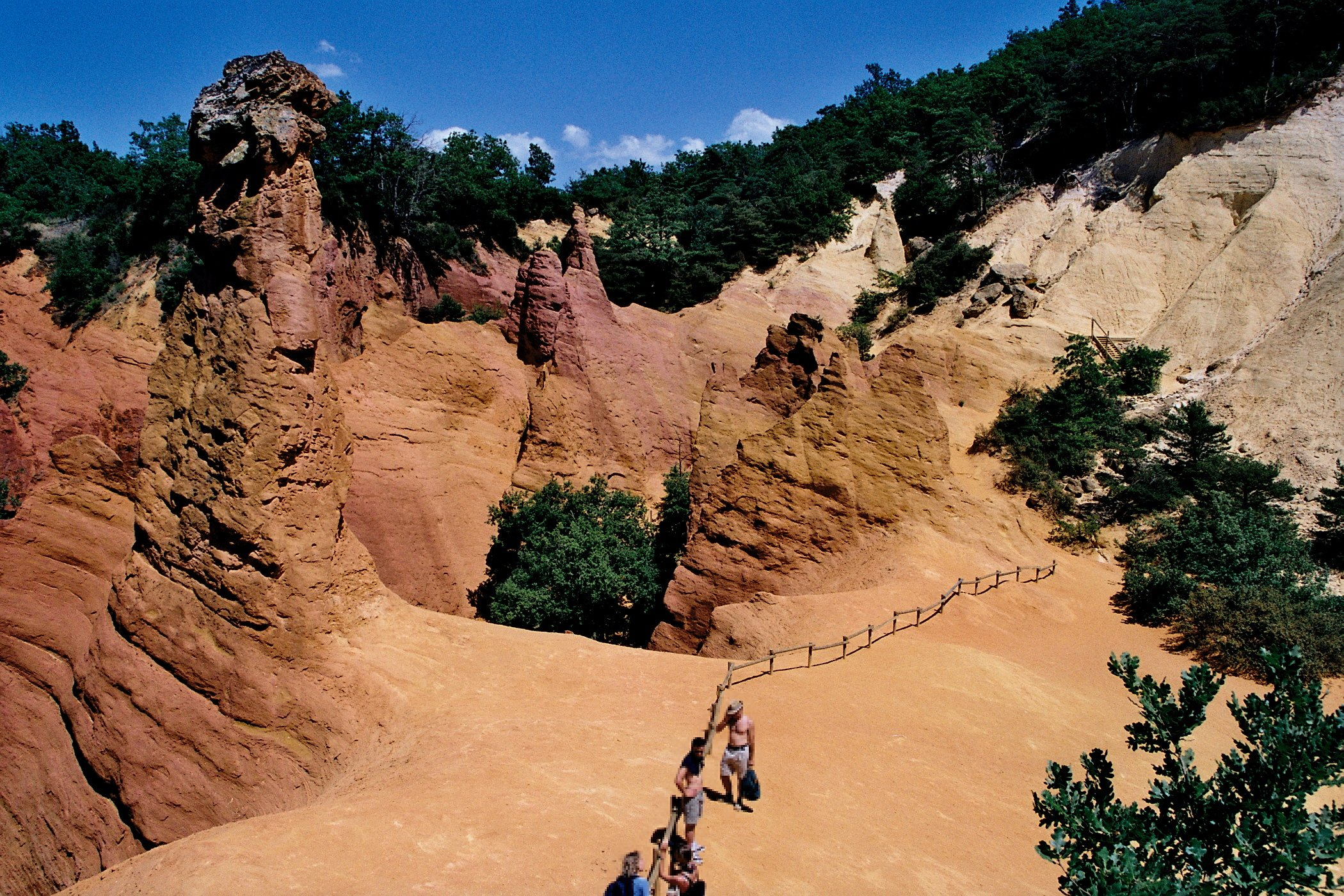
Туристический Пешеходный маршрут GR 6 (фр.) проходит по Провансальскому Колорадо

В аптский ярус мелового преиода около 110 млн лет назад происходило накопление песчаного слоя до 30 м. Первоначально эти песчаные отложения образовывались в морской среде недалеко от побережья в районе продельты. Приближение Иберийского массива привело к образованию осадочных пород. Сформировавшиеся песчаники стали источником охры благодаря глине морского происхождения и богатой железом — глаукониту.
В охре Рюстреля отложения подвергались воздействию атмосферных условий, слои охры подвергались выветриванию латеритного типа, сильное окисление привело к образованию окси-гидроксидов и оксидов железа, соответственно, называемых гётит (FeOOH) и гематит Fe2O3. Относительное соотношение этих минералов меняет оттенки цветовых пигментов, которые придаются пескам охрой. Кроме этого, породы смешивались с белым песком, в котором доминировал каолинит (Al4Si4O10(OH)8).
Примеси марганца и силикатов алюминия определяют более широкий спектр цветов. В формации подтверждено наличие 24 оттенков со спектром от серого до зелёного с переходом через жёлтый и красный. Эти морские отложения залегают под слоями континентального происхождения, изначально лишенными глауконита, а потому чисто белого цвета. Последние слои, в свою очередь, находятся под более поздними железистыми отложениями латерита.

## Галерея

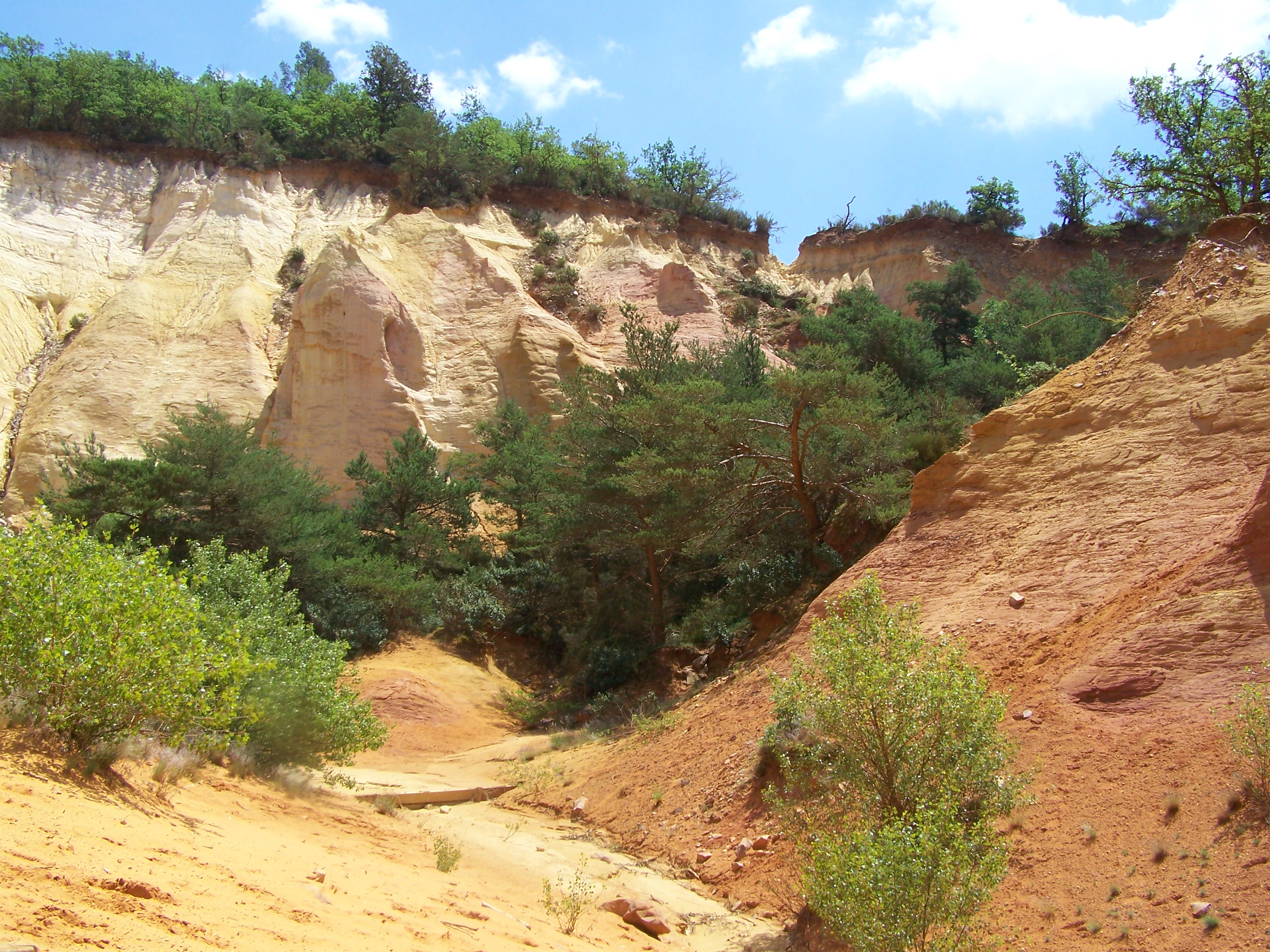
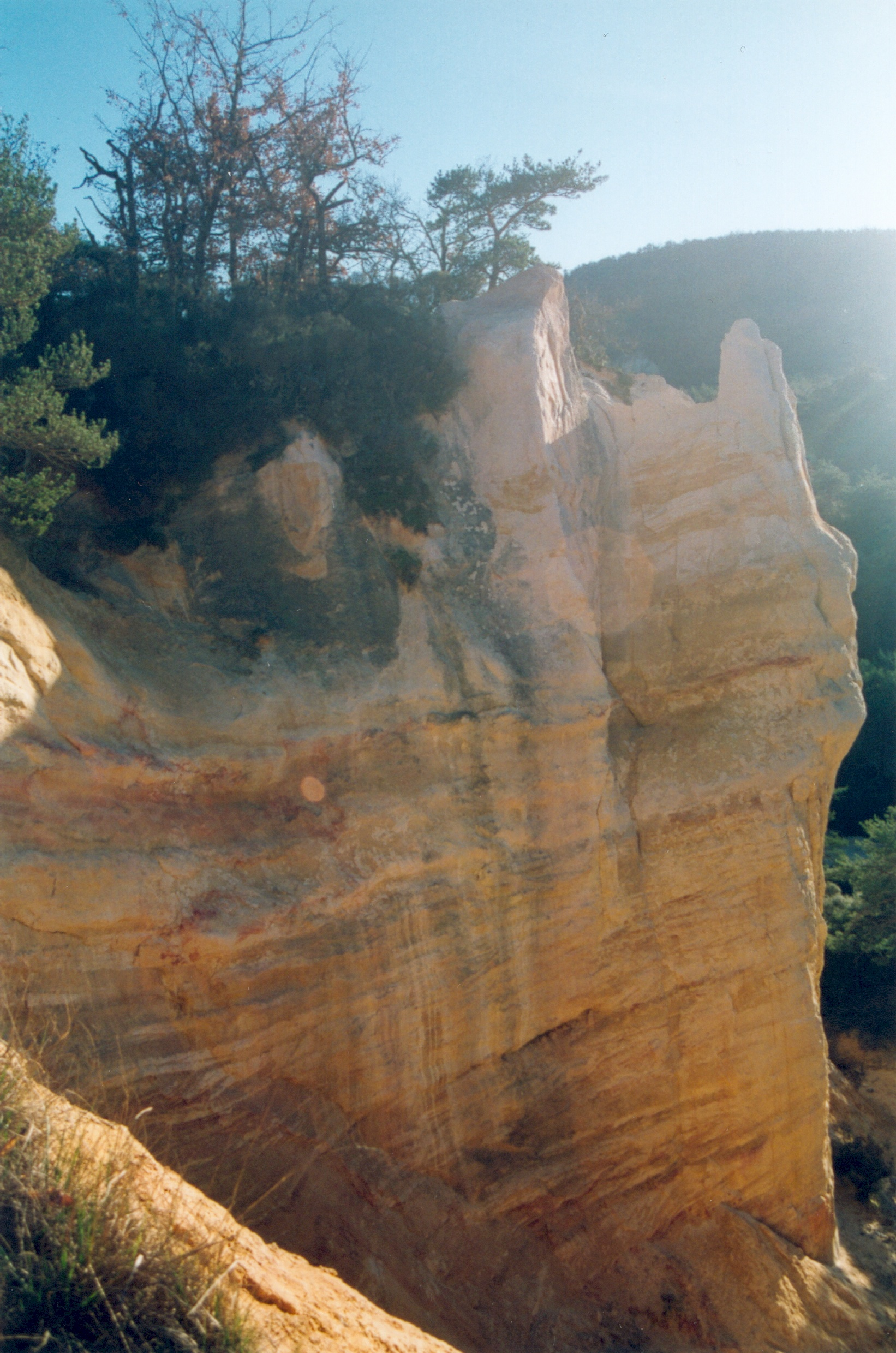
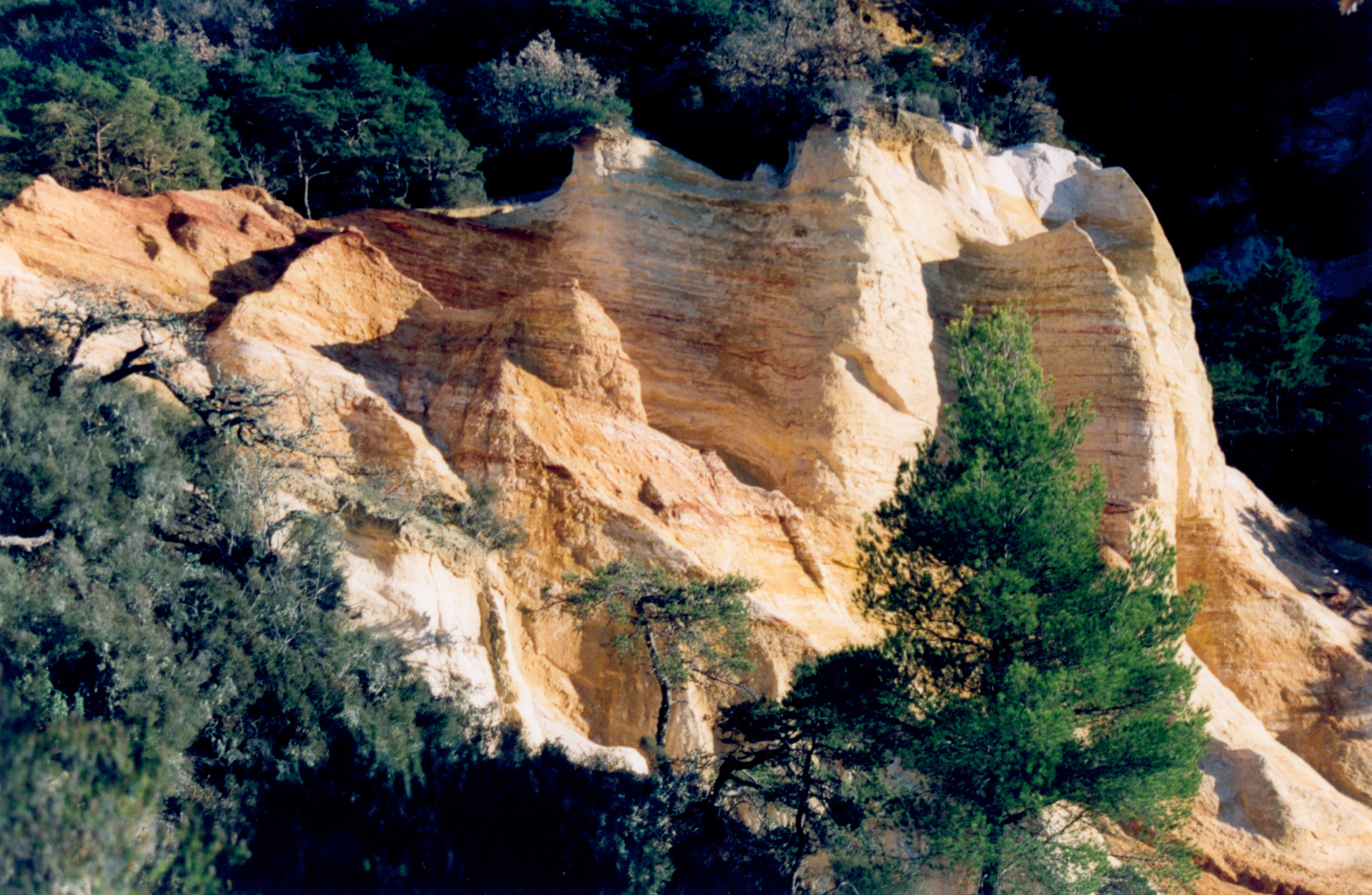